# Jorge Mario Eastman Robledo
Jorge Mario Eastman Robledo (Bogotá, D.C, 5 de febrero de 1967) es un diplomático, abogado y político colombiano.

## Biografía
Nació en Bogotá, es hijo de Jorge Mario Eastman Vélez. Estudió derecho en la Universidad de los Andes, realizó su maestría de Asuntos Internacionales en la Universidad de Columbia. 
Su trayectoria empezó como secretario privado de ministerio del interior en el gobierno de César Gaviria y más adelante consejero presidencial para la modernización del estado a cargo del Vicepresidente Humberto de La Calle.
Se desempeñó como viceministro del interior en el gobierno de Andrés Pastrana posteriormente, nombrado como alto comisionado adjunto para la paz y fue jefe negociador de los diálogos de paz con el ELN que finalmente fue fallida por incumplimiento del grupo guerrillero.
Nombrado como asesor de seguridad hemisférica del secretario general en la Organización de Estados Americanos, posteriormente nombrado como viceministro de defensa en dos períodos no consecutivos en el gobierno de Álvaro Uribe Vélez y consejero presidencial para las comunicaciones.
Fue fórmula vicepresidencial de Juan Carlos Pinzón quien renunció para adherirse la campaña de Germán Vargas Lleras y nombrado como secretario general de la presidencia y embajador de Colombia ante la Santa Sede en el gobierno de Iván Duque Márquez. Fundó el centro de estudios políticos con Héctor Riveros y Jesús Bejarano.